# Abderina
Abderina là một chi bọ cánh cứng thuộc họ Melandryidae.
Các loài thuộc chi này được tìm thấy ở Trung Âu.
Loài:
- Abderina helmii Seidlitz, 1898[1]